# Brevipalpus lewisi
Brevipalpus lewisi är en spindeldjursart som beskrevs av McGregor 1949. Brevipalpus lewisi ingår i släktet Brevipalpus och familjen Tenuipalpidae. Inga underarter finns listade.